# Вилијам Х. Мастерс
Вилијам Мастерс не би требало да се меша с Робертом Е. Л. Мастерсом, који је такође истраживао и писао о сексологији.
Вилијам Мастерс је било и рођено име музичара Гордона Стретона.
Вилијам Хавел Мастерс (енгл. William Howell Masters; Кливленд, 27. децембар 1915 — Тусон, Аризона, 16. фебруар 2001) био је амерички гинеколог, познат као старији члан Мастерс и Џонсон истраживачког тима о сексуалности. Заједно с Вирџинијом Е. Џонсон, ушао је у истраживање о природи људских сексуалних реакција, као и дијагнози и лечењу сексуалних поремећаја и дисфункција од 1957. све то 1990-их година.

## Биографија
Мастерс је рођен у Кливленду, Охајо, похађао Лоренсвил школу и дипломирао у Хамилтон колеџу. Био је члан Алфа Делта Фи (ΑΔΦ) братства и постао је професор Вашингтонског Универзитета у Сент Луису. Мастер упознаје Џонсонову 1957. када ју је и запослио као асистента да преузме обимне студије о људској сексуалности. Мастерс се разводи са својом првом женом и одлучује да ожени Џонсонову 1971. године. Развели су се две деценије касније, полако завршавајући своја истраживања. Мастерс умире у Тусону, Аризона 16. фебруара 2001.